# Но (Берн)
Но (фр. Nods) — громада  в Швейцарії в кантоні Берн, адміністративний округ Бернська Юра.

## Географія
Громада розташована на відстані близько 34 км на північний захід від Берна.
Но має площу 26,6 км², з яких на 3% дозволяється будівництво (житлове та будівництво доріг), 45% використовуються в сільськогосподарських цілях, 51,7% зайнято лісами, 0,3% не є продуктивними (річки, льодовики або гори).

## Демографія
2019 року в громаді мешкало 769 осіб (+3,1% порівняно з 2010 роком), іноземців було 6%. Густота населення становила 29 осіб/км².
За віковим діапазоном населення розподілялося таким чином: 21,6% — особи молодші 20 років, 60,3% — особи у віці 20—64 років, 18,1% — особи у віці 65 років та старші. Було 316 помешкань (у середньому 2,4 особи в помешканні).
Із загальної кількості 183 працюючих 53 було зайнятих в первинному секторі, 71 — в обробній промисловості, 59 — в галузі послуг.